# Blockton
Blockton é uma cidade localizada no estado americano de Iowa, no Condado de Taylor.

## Demografia
Segundo o censo americano de 2000, a sua população era de 192 habitantes. 
Em 2006, foi estimada uma população de 184, um decréscimo de 8 (-4.2%).

## Geografia
De acordo com o United States Census Bureau tem uma área de 
1,7 km², dos quais 1,7 km² cobertos por terra e 0,0 km² cobertos por água. Blockton localiza-se a aproximadamente 342 m acima do nível do mar.

## Localidades na vizinhança
O diagrama seguinte representa as localidades num raio de 16 km ao redor de Blockton. 